# Fayette (Ohio)

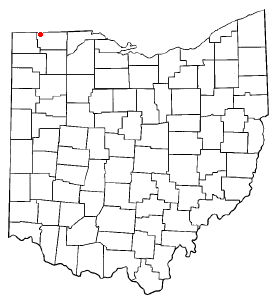
Fayette na planie stanu Ohio

Fayette – wieś w USA, Hrabstwo Fulton (Ohio) w stanie Ohio. Aktualnie (2014) burmistrzem wsi jest Ruth B. Marlatt.
W roku 2010, 28,4% mieszkańców było w wieku poniżej 18 lat, 8,9% było w wieku od 18 do 24 lat, 26% miało od 25 do 44 lat, 24% miało od 45 do 64 lat, a 12,8% było w wieku 65 lat lub starszych. We wsi było 47,4% mężczyzn i 52,6% kobiet.
Liczba mieszkańców w 2010 roku wynosiła 1 283, a w roku 2012 wynosiła 1 271.
Przy głównej ulicy znajduje się zabytkowa Fayette Opera House, która została zbudowana w 1889 roku.